# Contea di Changyuan
La contea di Changyuan (长垣县S, Chángyuán XiànP) è una contea della Cina, situata nella provincia di Henan e amministrata fino al 2014 dalla prefettura di Xinxiang.
Dal 1º gennaio 2014 la contea è amministrata direttamente dalla provincia di Henan.